# Kościół św. Mikołaja w Liptowskim Mikułaszu

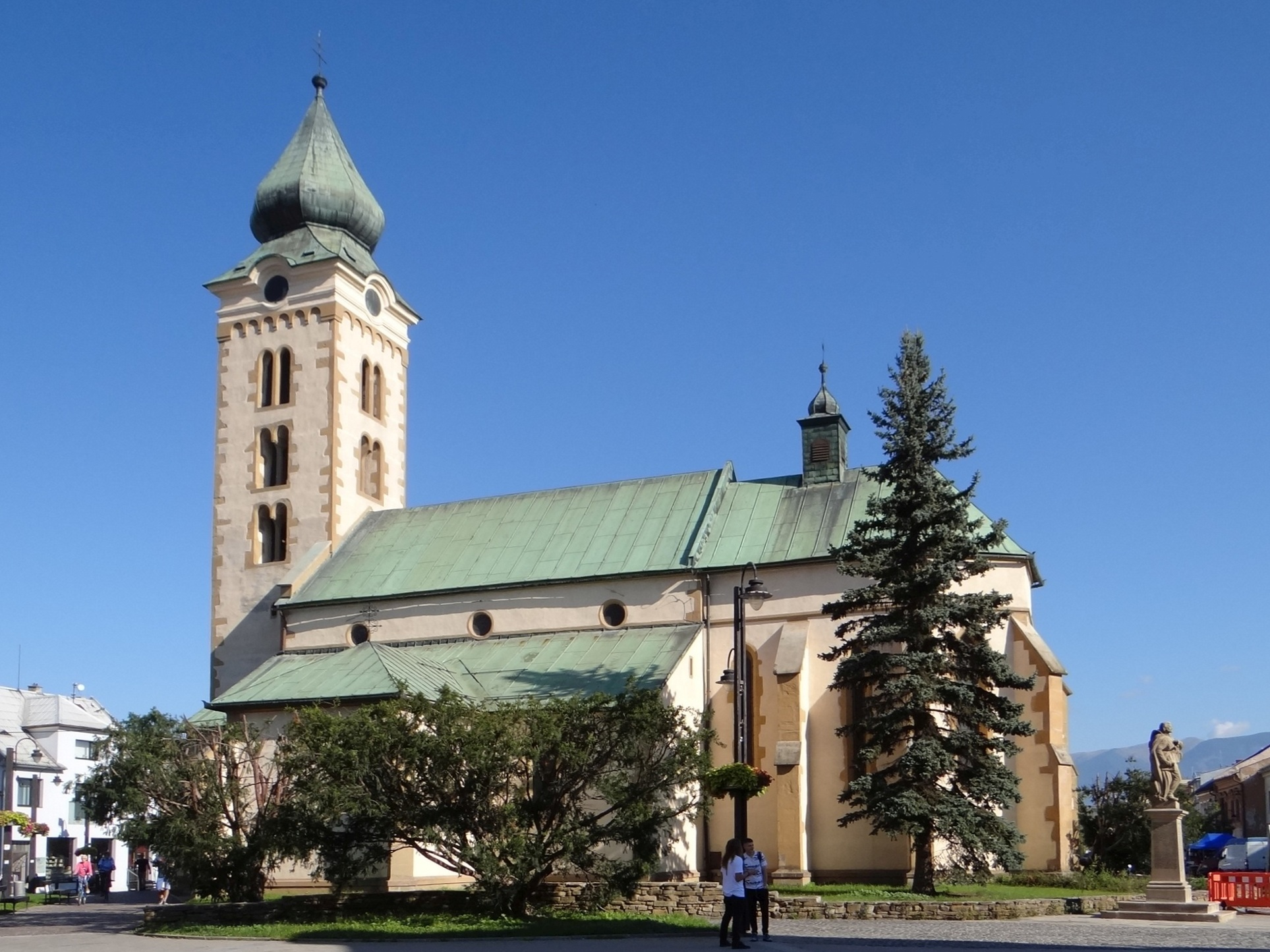
Kościół św. Mikołaja w Liptowskim Mikułaszu

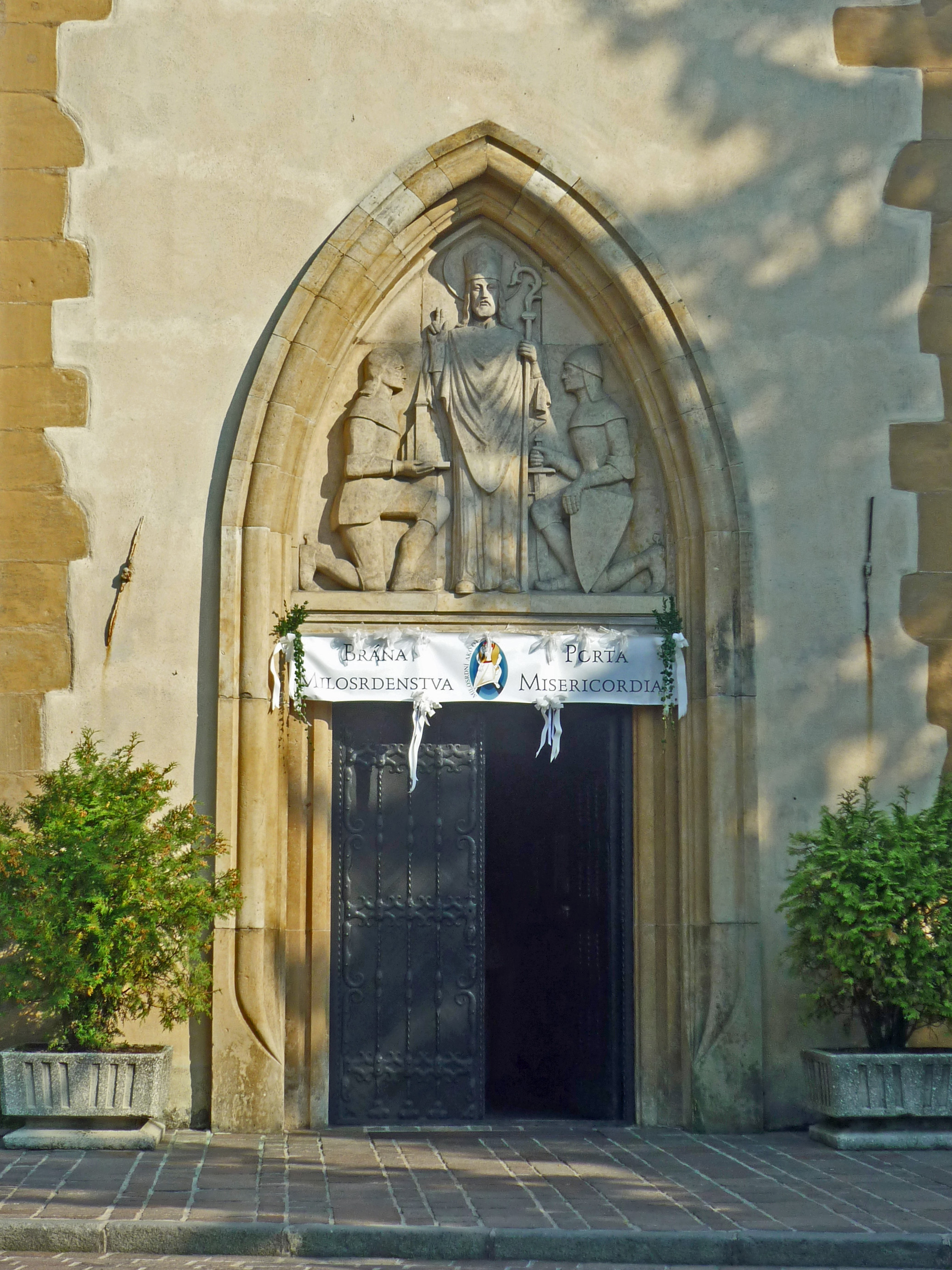
Kościół św. Mikołaja w Liptowskim Mikułaszu – portal wejściowy

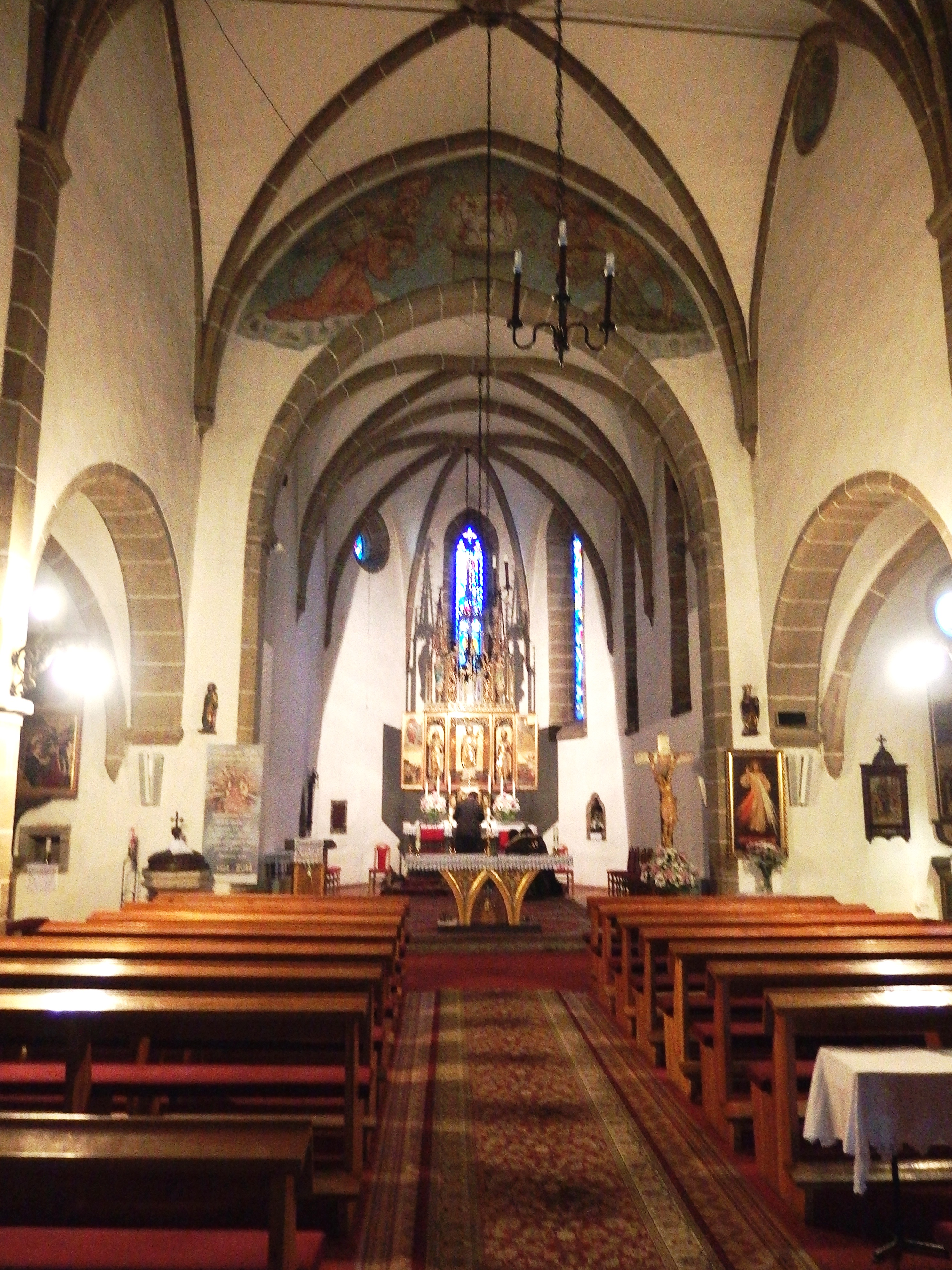
Kościół św. Mikołaja w Liptowskim Mikułaszu – wnętrze

Kościół św. Mikołaja w Liptowskim Mikułaszu (słow. kostol svätého Mikuláša) – kościół obrządku rzymskokatolickiego w Liptowskim Mikułaszu na Słowacji. Najstarszy zabytek architektury w mieście i największa budowla wczesnogotycka na Liptowie. Powstał ok. 1270 r. jako kościół parafialny dla mieszkańców położonych wokół niego wsi (Vrbica, Okoličné, Ploštín, Palúdzka i Bobrovec), a jednocześnie stał się ośrodkiem formowania się nowego punktu osadniczego na Liptowie – późniejszego miasta Świętego Mikułasza.
Prace słowackiego archeologa Vojtecha Krički-Budínskiego (1903-1993) wykazały, że wczesnogotycki kościół powstał na miejscu starszej, romańskiej świątyni i położonego obok niej cmentarza. Później kościół był wielokrotnie przebudowywany. W połowie XV w. został powiększony i nakryty krzyżowymi sklepieniami. Wieża, nadbudowana o górne kondygnacje, otrzymała formę późnogotycką. W tym samym czasie kościół – wraz z położonym obok zameczkiem władających tymi ziemiami Pongráczów – został otoczony murem obronnym.
Od połowy XVI w. blisko do końca wieku XVII świątynia należała do protestantów, jednak użytkowali ją wspólnie wyznawcy obu wyznań. W latach 1632–1637 głosił tu kazania wybitny kaznodzieja i poeta protestancki Jerzy Trzanowski, autor słynnego śpiewnika ewangelickiego pt. Cithara sanctorum.
W XVIII w. kościół przebudowano w stylu barokowym. Generalny remont przeszedł on następnie po wielkim pożarze miasta w 1883 r. Najrozleglejszą rekonstrukcję, według projektu M. M. Harminca i J. Záchenskiego, budowla przeszła w latach 1940–1943. Przywróciła ona świątyni wygląd wczesnogotyckiej, pseudobazyliki. Zostały wyeksponowane gotyckie sklepienia, okna, portale. Dobudowane zostały boczne kaplice; witraże do nich projektowali miejscowi artyści: Janko Alexy, Fero Kráľ i Jan Želibský. W ramach prac restauracyjny zostały odkryte pozostałości dawnego muru obronnego z dobudowanymi do niego kramami.
Murowany, z wieżą na osi, orientowany. Trójnawowy, z wydłużonym prezbiterium zamkniętym trójbocznie i opiętym wydatnymi przyporami. Wieża zwieńczona wysmukłym hełmem cebulastym. We wnętrzu kościoła zachowały się trzy gotyckie ołtarze szafiaste. Ołtarz główny (ze skrzynią neogotycką, z początku XX w.) posiada skrzydła z lat 1500–1510, z malowidłami przedstawiającymi sceny z życia świętego patrona świątyni, a w centrum gotycką rzeźbę św. Mikołaja, pochodzącą z Liptowskiego Tarnowca. Ołtarz lewy, w zamknięciu północnej nawy, poświęcony jest Matce Boskiej. Pochodzi z lat 1470–1480. Jego autorstwo przypisuje się nieznanemu z imienia mistrzowi ze Spiskiego Podgrodzia. W centrum znajduje się rzeźba przedstawiająca Najświętszą Marię Pannę z Dzieciątkiem, zaś na skrzydłach znajdują się malowane sceny z życia Maryi i Jezusa: Zwiastowanie, Nawiedzenie, narodziny Jezusa Chrystusa i Pokłon Trzech Króli. Drugi boczny ołtarz (prawy, w nawie południowej), poświęcony jest Najświętszemu Sakramentowi. Pochodzi z ok. 1520 r. Malowidła na skrzydłach ołtarzowych przedstawiają świętych i zdarzenia związane z ukrzyżowaniem Chrystusa.
W kaplicy południowej znajduje się kamienna chrzcielnica z 1490 r. z miedzianą, barokową pokrywą z XVII w. W wyposażeniu kościoła zwraca też uwagę gotyckie pastoforium.